# تونی لیدمن
تونی لیدمن (فنلاندی: Toni Lydman؛ زادهٔ ۲۵ سپتامبر ۱۹۷۷) بازیکن هاکی روی یخ اهل فنلاند بود.
از باشگاه‌هایی که در آن بازی کرده‌است می‌توان به آناهایم داکس و کلگری فلیمس اشاره کرد.